# Пелино, Майк
Майкл (Майк) Пелино (англ. Michael Pelino; род. 13 ноября 1959, Уэлленд, Онтарио) — канадский хоккеист, выступал на позиции защитника.

## Игровая карьера
Игровая карьера прошла в университетской лиге Онтарио, где Пелино играл на позиции защитника за Торонтский университет с 1979 по 1984 годы.

## Тренерская карьера
В 1987 году в качестве главного тренера возглавил команду «Brock University» (CIAU), с которой провёл десять лет, до 1997 года. Признавался тренером года в сезонах 1987/88, 1988/89 и 1994/95. В 1991 году вошел в состав тренерского штаба сборной команды Канады на Кубке Канады, который хозяева успешно выиграли. С 1999 по 2004 годы работал в составе тренерского штаба мужской национальной сборной Канады, с которой провел 17 турниров на различных уровнях. С сезона 2003/04 перешёл на должность ассистента главного тренера в клуб Национальной хоккейной лиги «Florida Panthers», с 2004 по 2009 годы работал ассистентом главного тренера в команде «New York Rangers», в сезоне 2009/10 работал ассистентом главного тренера в команде AHL «San Antonio Rampage». Сезоны 2010/11 и 2011/12 провёл в должности главного тренера команды «Peterborough Petes» (OHL). В сезоне 2013/14 получил должность ассистента главного тренера и тренера по физической подготовке в «Металлурге» из Магнитогорска. В сезоне 2018/19 получил должность ассистента главного тренера в «Авангарде». В конце сезона 2019/20 являлся главным тренером ярославского «Локомотива». В межсезонье 2020 покинул клуб. В октябре 2022 года вошел в тренерский штаб сборной Италии, которую возглавил Майк Кинэн.

## Достижения
В числе завоеванных трофеев Майка Пелино: золотые медали Олимпийских игр в Солт-Лейк-Сити в 2002 году (ассистент главного тренера), золотые медали чемпионата мира 2003 года в Финляндии (ассистент главного тренера), золотые медали чемпионата мира 2004 года в Чехии (ассистент главного тренера), Кубок Нагано (ассистент главного тренера), Кубок Бауэра (главный тренер), Кубок Германии (ассистент главного тренера), Кубок Наций (ассистент главного тренера), Кубок Шпенглера (главный тренер), Кубок Виктории (ассистент главного тренера). Помимо этого Пелино выиграл Кубок Наций с женской сборной командой Канады (главный тренер). Кубок Гагарина в составе ХК «Металлург» Магнитогорск (ассистент главного тренера) 2014 и 2016 годов